# Bodensjön
Bodensjön (tyska: Bodensee, franska: Lac de Constance) är en sjö som delas mellan länderna Schweiz, Tyskland och Österrike. Sjön är Tysklands och Österrikes största sjö och genomflyts av floden Rhen. Med en area på 536 km² är Bodensjön den tredje största sjön i Centraleuropa. Dess största djup är 254 meter, dess största bredd är 14 km och dess största längd är 63 km. Sjöns yta ligger ca 395 meter över havet och vattenvolymen är 48 miljarder m³. Den centrala delen av sjön är det enda gränsområde i Europa där gränsen inte är fastställd.
Vid Bodensjön ligger ett antal städer, bland annat Konstanz, Lindau, Friedrichshafen och Bregenz. Varje år besöker över fyra miljoner turister Bodensjön.
Bodensjön består egentligen av tre delar: den större delen Obersee (Övre sjön), den mindre delen Untersee (Nedre sjön, längst västerut), samt den del av floden Rhen (Seerhein, ca 4 km) som ligger mellan Obersee och Untersee.

## Sevärdheter
- På en ö, strax norr om staden Konstanz, ligger det bland många svenskar kända slottet Mainau från 1700-talet med berömda parkanläggningar.
- Väster om Konstanz ligger ön tillika världsarvet Klosterön Reichenau.
- Nära sjöns östligaste punkt ligger den österrikiska staden Bregenz, med det gamla klostret Wettingen-Mehrerau helt nära sjön.

## Bildgalleri

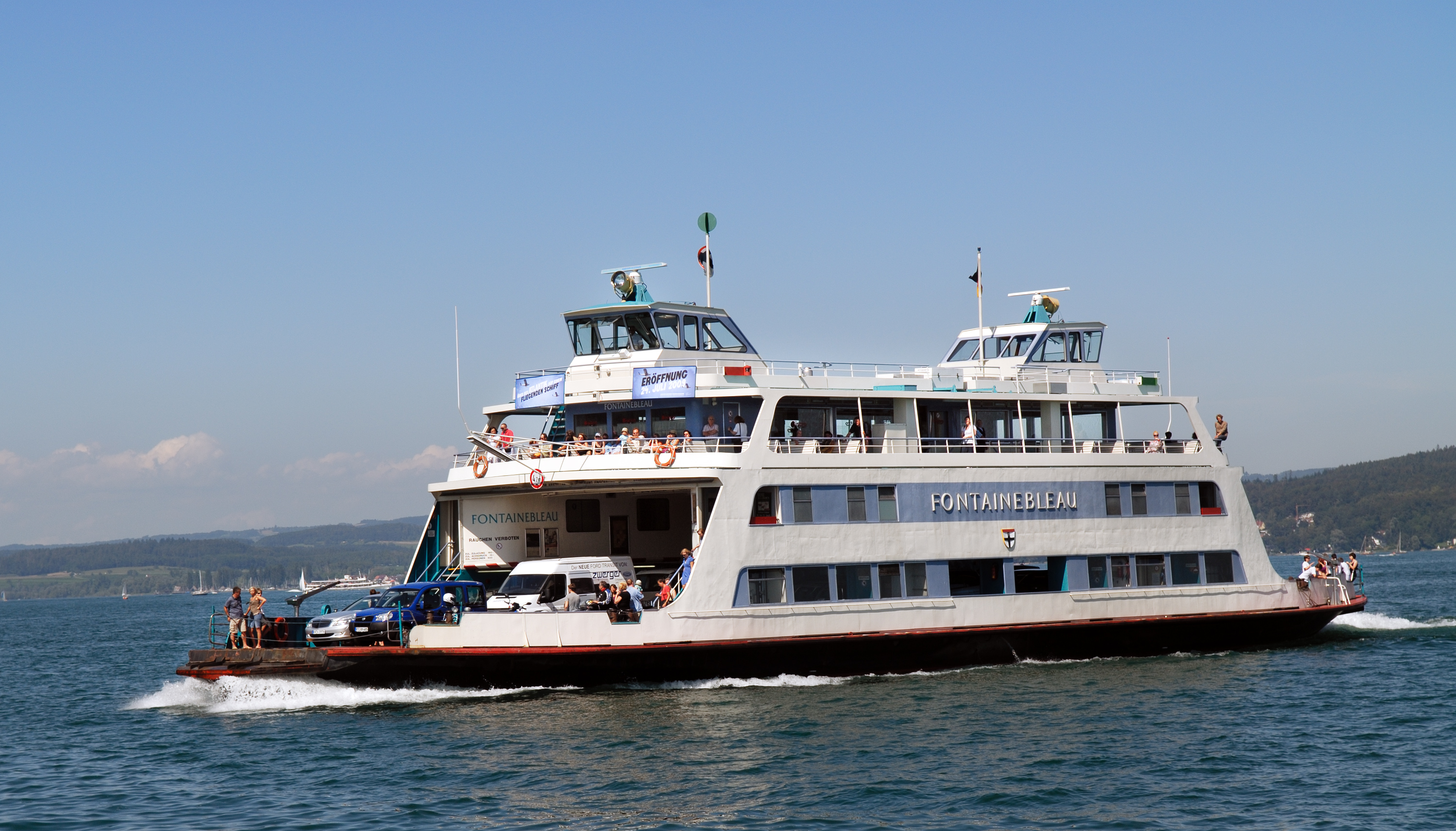
Bilfärja mellan Konstanz och Meersburg.
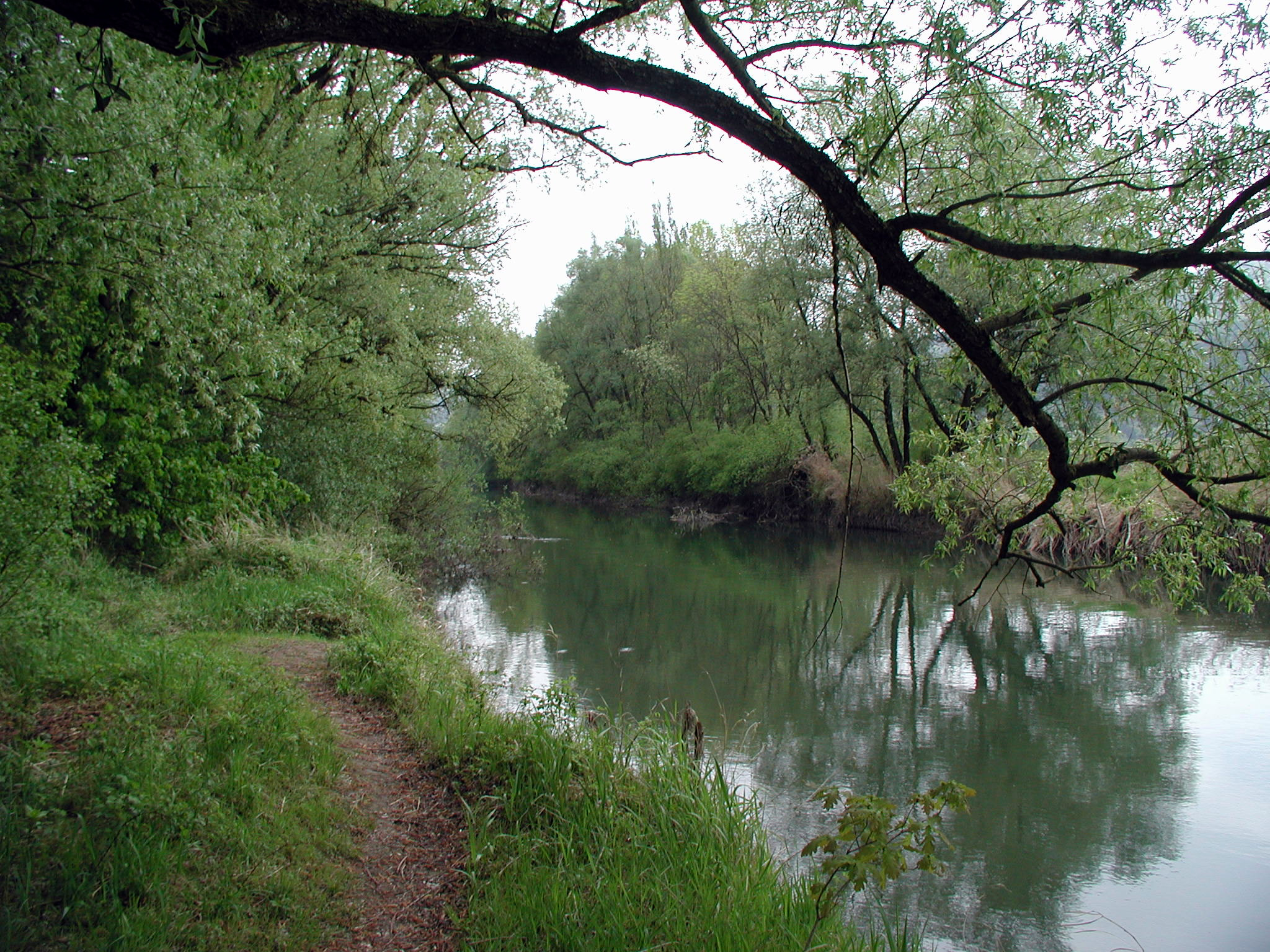
Rhens delta vid Bodensjön (vid österrikiska Höchst).